# INTA SIVA
El INTA SIVA (Sistema Integrado de Vigilancia Aérea) es un sistema desarrollado por el Instituto Nacional de Técnica Aeroespacial (INTA) en España como parte del Programa Español de Aviones no Tripulados, y consiste en un UAV (unmanned aerial vehicle: vehículo aéreo no tripulado) y una estación de control en tierra.

## Desarrollo
En 1988, el INTA (con la perspectiva de tener que desarrollar un sistema nacional de vigilancia del campo de batalla) comenzó la ingeniería I+D que culmina casi 18 años más tarde (a finales de 2006) con la entrega de cuatro aviones sin piloto al Ejército de Tierra Español.
La utilidad de los aviones sin piloto es que ninguna guerra podrá ganarse sin el dominio del aire.
Una de las misiones que la aviación puede desarrollar es la observación de los movimientos del rival. Esa observación ha sido tradicionalmente encomendada a la aviación de caza, esto es, aviones cazabombarderos dotados de potentes cámaras capaces de detectar movimientos de las fuerzas contrarias. No obstante, ello presenta un claro inconveniente: la imposibilidad de que un piloto pueda permanecer durante largos períodos de tiempo sobre territorio enemigo sin correr el riesgo de ser derribado, con la consiguiente pérdida de vidas y material, pero también el agotamiento que misiones de larga duración como son las de observación, producen en los propios pilotos y el material. Por ello, para evitar la pérdida de vidas humanas, y para minimizar las pérdidas aceptables, se desarrollaron a finales de los años sesenta los primeros prototipos de aviones sin piloto (en Israel y Estados Unidos).
España ha desarrollado una tecnología propia y consistente que ha sido obra del INTA. Los UAV españoles pueden permanecer más de 7 horas en el aire, desplegarse a más de 150 km del punto de despegue y pueden llevar diferentes tipos de carga útil en función de la misión a desarrollar (sensores de visión nocturna, sensores infrarrojos, radares de apertura sintética en desarrollo, etc). En 2013, el SIVA fue dotado con un sistema automático de aterrizaje y despegue.
Lo que hace del SIVA un sistema verdaderamente singular es la capacidad de operar sin intervención humana, esto es: una vez fijados los parámetros de la misión, el ordenador de a bordo cumpliría la misma con total independencia del factor humano. 
Los sistemas SIVA también son usados por el Ejército del Aire desde 2012 para equipar la Escuela de Sistemas Aéreos No Tripulados del Grupo de Escuelas de Matacán.

## Operadores
España
- Ejército de Tierra desde 2006
- Ejército del Aire desde 2012

## Especificaciones
Referencia datos: INTA

### Características generales
- Tripulación: 0
- Carga:  100 kg (40 kg de carga útil, 60 de combustible)
- Longitud: 4 m
- Envergadura: 5,8 m
- Altura: 1,15 m sin tren de aterrizaje, 1,6 m con tren de aterrizaje
- Superficie alar: 3 m2
- Peso máximo al despegue: 300 kg
- Planta motriz: 1× motor bóxer Rotax.
  - Potencia: 49,6 kW (37 CV)
- Diámetro de la hélice: 1,35 m

### Rendimiento
- Velocidad máxima operativa (Vno): 115-190 km/h
- Radio de acción: 100-150 km (para imagen en tiempo real)
- Alcance en combate: 6,5 h (con 40 kg de carga útil)
- Techo de vuelo: 4000 m (13 100 pies)

### Desarrollos relacionados
- INTA Milano
- INTA ALO
- INTA ALBA

### Aeronaves similares
- Luna X 2000
- SAGEM Sperwer
- Yakovlev Pchela

### Listas relacionadas
- Anexo:Vehículos aéreos no tripulados